# 반도 전역

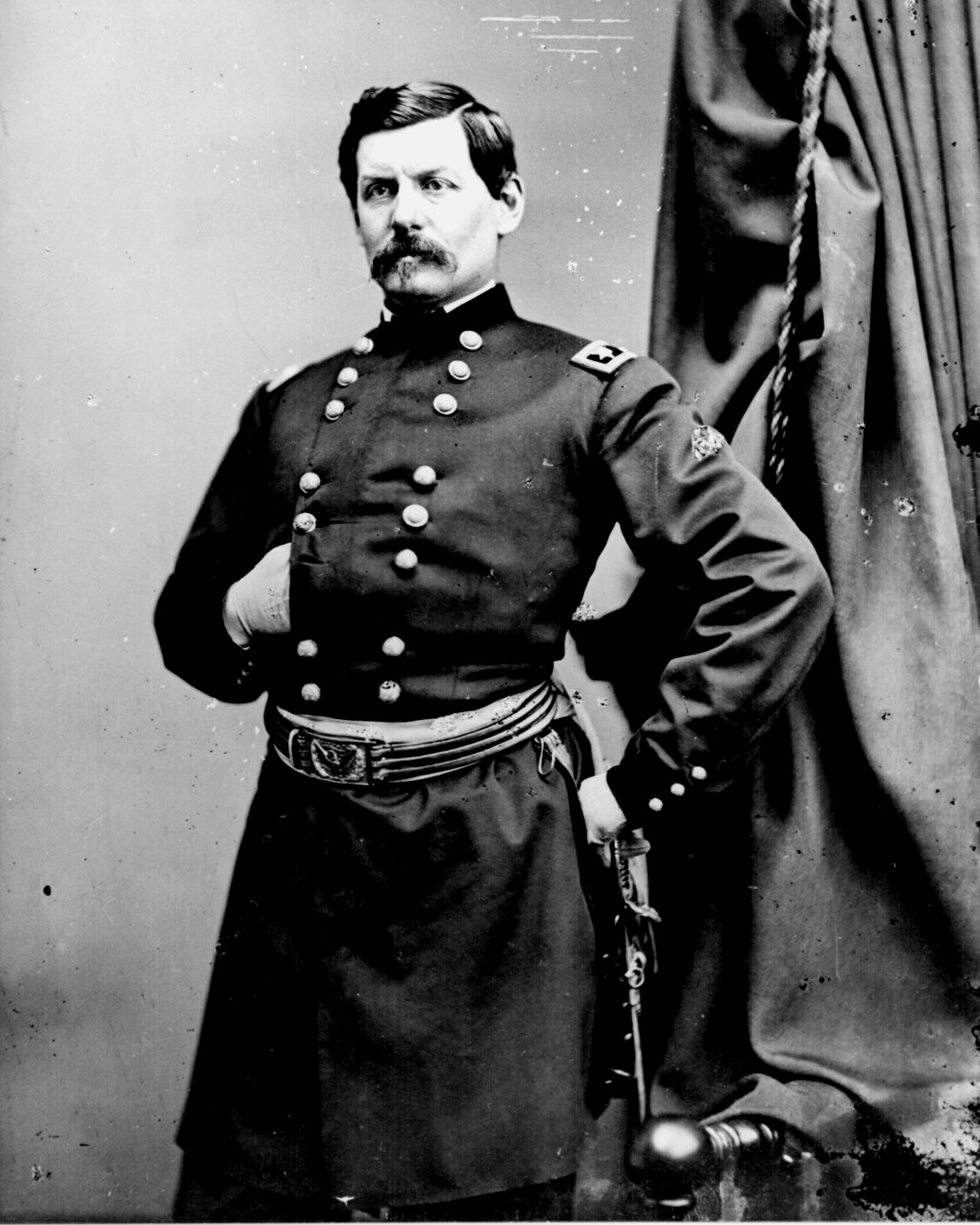
반도 전역을 지휘한 북군 사령관 조지 매클렐런 장군

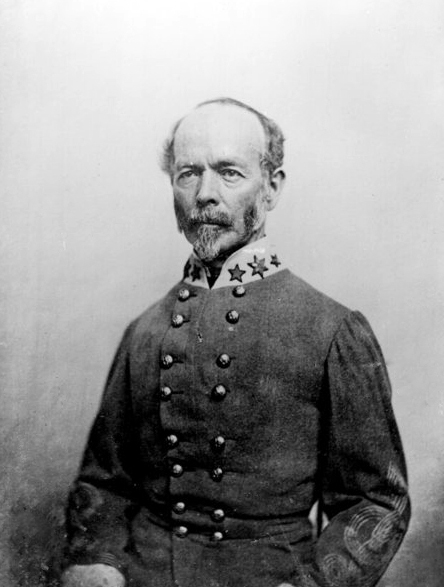
남군 지휘관 조지프 E. 존스턴 장군

반도 전역(Peninsula Campaign 혹은 Peninsular Campaign)은 미국 남북전쟁 시기 1862년 3월부터 7월까지 동부전선인 버지니아주 남동부에서 벌어진 북군 최초의 대규모 공세 작전을 말한다. 조지 매클렐런 소장이 지휘한 이 작전은 육해군 합동으로 우회 경로를 통해, 버지니아 북부에 있던 남군을 피해 남부동맹의 수도 리치먼드를 함락한다는 목적이었다. 매클렐런은 처음엔 자신과 같이 신중한 성격인 남군의 사령관 조지프 E. 존스턴을 상대로 작전을 진행해 나갔으나, 로버트 E. 리가 등장하면서 작전의 성격이 변하게 되어, 북군은 처참한 패배를 겪게 된다.
매클렐런은 자신의 군대를 먼로 요새에 상륙시켜, 버지니아 반도를 따라 북서쪽으로 진군했다. 남군의 존 B. 마글더 준장은 좁은 반도에 3개의 방어선을 구축했다. 1차 방어선은 워위크선(Warwick Line)이라 불리며, 요크타운에서 말베리 아일랜드(Mulberry Island)와 연결되어 있었지만, 북군에게 순식간에 돌파당했다. 매클렐런은 신속히 진군하길 바랐지만 늦어지자, 아군에게 요크타운의 포위를 준비하라고 명령했다. 포위 준비가 완료되기 직전, 존스턴이 직접 지휘하는 남군은 리치먼드를 향해 후퇴를 개시했다. 이 전역의 최초의 대규모 전투인 윌리엄스버그 전투에서 북군은 어느 정도 전술적 승리를 이끌어 내었지만, 남군은 후퇴를 계속했다. 엘담 상륙(Eltham's Landing) 전투에서 수륙 양면에 의한 측면 공격에서도 남군의 후퇴를 차단할 수는 없었다. 트레위리 블러프(Drewry's Bluff) 전투에서 해군에 의한 제임스 강을 따라 리치먼드에 도달한다는 시도는 격퇴되었다.
북군이 리치먼드 근교에 도달하여, 해노버 코트하우스에서 작은 전투가 벌어졌고, 뒤이어 존슨이 급습한 세븐파인스 전투 혹은 페어오크스 전투가 벌어졌다. 이 전투는 결판나지 않았지만, 큰 손실이 생겨서 전역의 작전기간이 얼마 동안 지속되는 효과가 생겨났다. 존스턴이 이 전투에서 부상을 입었기에 6월 1일 존스턴에 비해 호전적인 로버트 E. 리 장군이 지휘관으로 교체되었고, 리는 군대를 재편성하여 공세로 나갈 준비를 했다.
리가 지휘를 맡아 매클렐런에 대해 공세에 나서기 시작한 6월 25일부터 7월 1일의 마지막 전투는 반도 전역의 일부분이라 생각되지만, 일반에게는 7일 전투로 알려져 있어 본 내용에는 서술하지 않았다.

## 배경
매클렐런은 1861년부터 1862년 겨울까지 새롭게 포토맥군의 편성 및 훈련외에 에이브러햄 링컨대통령으로부터 남군을 공격하라는 요구에 대한 투쟁으로 보냈다. 링컨은 워싱턴 D. C.에서 약 30마일(50km) 떨어진 버지니아주 센터힐에 있던 조지프 존스턴 장군의 남군에 대해 특히 걱정하고 있었다. 매클렐런은 존스턴군의 전력을 과대평가하여 목표를 그의 군대에서 동맹의 수도인 리치먼드로 변경했다. 수로를 통해 라파하노그 강 연안에 있던 아바나를 건너 존스턴군의 행동을 차단하는 동시에 육로를 통해 리치먼드로 진격한다는 작전을 제안했다.
링컨은 작전이 진행되는 동안 워싱턴이 공격받는 것을 막을 수 있는 육로를 통한 진군에는 찬성했으나, 매클렐런은 버지니아 주의 도로사정이 견디기 어렵다는 것과 수도의 방위에는 손을 쓸 수 없다는 것, 매클렐런이 리치먼드에 가까이 간다면 존스턴군이 금방 도착할 것이라는 것을 설명했다. 이 작전은 수도에서 3개월간 의논되었고, 최후에는 3월 초순, 링컨이 매클렐런의 제안을 승인했다. 그러나 3월 9일까지 존스턴은 자신의 군대를 센터빌에서 칼피파까지 후퇴시켜, 매클렐런의 아바나 상륙작전은 실행불가능하게 되었다. 리틀 맥(매클렐런의 별명)는 계속해서 먼로 요새에서 배를 타고, 그대로 버지니아 반도(제임스강과 요크강의 사이의 가늘고 긴 지역)를 타고 리치먼드에 도달한다는 작전을 제안했고, 링컨은 어렵사리 동의했다.
매클렐런은 반도를 향해 출발하기 전 포토맥군을 센터빌로 향하게 해 [시운전]이라고 했다. 여기서 존스턴군과 그의 진지가 실제로는 약하다는 것을 알고 상당한 비판을 받게 되었다. 3월 11일 링컨의 전쟁명령서 제3호에서 매클렐런을 북군 총사령관에서 해임되고, 기다리기 어려운 작전에 모든 주위를 당부하게 되었다. 포토맥군은 3월 17일에 먼로 요새를 향해 출항했다.

## 각 진영의 전력
매클렐런이 먼로 요새에 도착할 때 포토맥군은 약 50,000명 이었지만, 이 숫자는 전역이 시작되기 전에 121,500명까지 늘어났다. 또한 이들 수송할 병사에 15,000마리의 말과 노새, 1,150대의 수송마차를 운반하는 것은 엄청난 일이었다. 113척의 증기선, 118척의 스쿠너선과 88척의 바지선이 동원되었다. 군대는 3개 군단과 그외 기타 부대로 조직되었다.
- 제2군단 지휘관:에드윈 V 섬너 준장, 2개 사단(이즈라엘 B. 리처드슨, 존 세지윅 준장)
- 제3군단 지휘관:새무엘 P. 하인젤만 준장, 3개 사단(필츠 존 포터, 조지프 후커, 찰스 S. 해밀턴 준장)
- 제4군단 지휘관:에라스무스 D. 키에스 준장, 3개 사단(다리우스 N. 카우치, 윌리엄 F. "볼디" 스미스, 사일러스 케이시 준장)
- 제1군단 제1사단 지휘관:윌리엄 B. 프랭클린 준장
- 예비보병대 지휘관:조지 사이클스 준장
- 기병대 지휘관:조지 스톤만 준장
- 먼로 요새 수비대, 존 E. 윌 소장 지휘하의 12,000명. 육군성은 윌이 매클렐런보다 좀 더 상급지휘관인것을 인식하고, 바로 윌을 볼티모어 근무인 다른 방면군으로 전임시켰다.

남군 존스턴의 북버지니아군(3월 14일에 새롭게 명칭이 바뀌었다.)은 3개의 날개로 구성되어, 각 날개에는 여러 개의 여단이 있었다.
- 좌익 지휘관:D. H. 힐 소장, 4개 여단(로버트 E. 로즈, 윈필드 S. 팬저스톤, 주발 얼리, 가브리엘 J. 레인즈 준장)
- 중앙익 지휘관:제임스 롱스트리트 소장, 6개 여단(A. P. 힐, 리처드 H. 앤더슨, 조지 E. 피켓, 카드마스 M. 윌콕스, 로버트 E. 콜스톤, 로저 A. 프라이아 준장)
- 우익 지휘관:존 B. 마글더 소장, 라파예트 마크로즈 준장의 사단(4개 여단(폴 J. 셈즈, 리처드 그리프스, 조지프 B. 카쇼, 파웰 코브 준장)및 데이비드 R. 존스 준장의 사단(2개 여단(로버트 A. 툼스, 조지 T. 앤더슨 준장)
- 예비부대 지휘관:구스타부스 W. 스미스소장
- 기병대 지휘관:젭 스튜어트 준장

그러나 포토맥군이 도착할 시기, 마글더의 13,000명만이 반도에 있었다. 주력인 존스턴군 43,000명은 칼피파에 세오피라스 H. 홈스소장의 군대 6,000명은 프레데릭스버그에 있었고, 또 벤자민 후거 소장의 군대 9,000명은 노포크에 있었다. 리치먼드에는 로버트 E. 리장군이 캐롤라이나 해안의 방어요새화 임무때문에 머물고 있다가, 3월 13일 남부동맹의 제퍼슨 데이비스대통령의 수석 군사고문이 되었다.
셰넌도어 계곡에 있던 군대는 이 작전에는 간접적인 역할을 연출했다. 북군의 나사니엘 P. 뱅크스, 어빈 맥도웰소장의 지휘하의 약 50,000명의 군대가 계곡 전역을 수행중인 스톤월 잭슨휘하의 매우 작은 소부대의 추척에 매진하고 있었다. 소규모 전투에서 보인 잭슨의 탁월한 지휘력과 전술적인 성공으로 인해 남은 북군이 매클렐런군을 보강하는 것을 방해하였고, 매클렐런은 크게 실망했다. 맥클렐런의 작전에는 맥도웰의 군단 30,000명이 포함되어 있었던 것이었다.

## 전투들

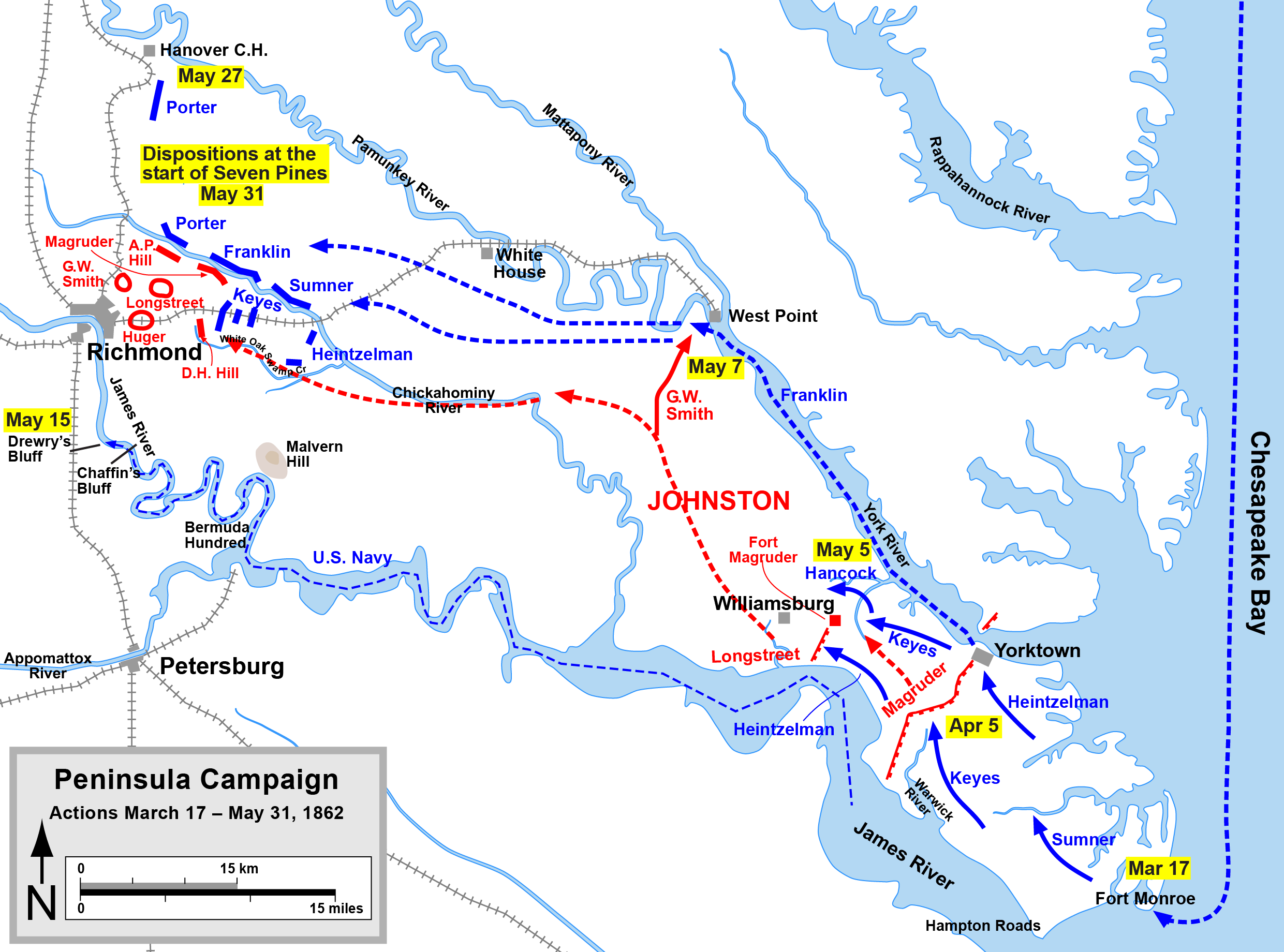
반도 전역. 세븐파인스 전투때까지의 지도.

햄프턴로즈 전투 (1862년 3월 8일~9일)
3월 8일 최초의 철갑장갑함의 전투가 벌어졌다. 남군해군의 신예함 CSS 버지니아가 첸사피크 만에서 햄프턴로즈에 이르는 입구를 봉쇄한 목제 북군함선 앞에 나타나 북군함선을 철저히 파괴했다. 그러나 다음날 9일 북군도 신예 철갑장갑함 USS 모니터가 나타났다. 2척의 철갑장갑함은 서로 전투를 벌였지만 결판이 나지 않고, 그날 저녁무렵 각자 철수했다.
햄프턴로즈 전투 결과, 군대의 수송선이 그 경로에서 직접적으로 새로운 무기에게 습격당할 가능성이 나타나 새로운 걱정거리가 생겼다. 또한 아메리카 해군은 제임스강과 요크강에서 매클렐런의 작전수행을 보호할 수 있는 확신이 생기지 않아서, 매클렐런이 요크타운을 포위하려는 수륙협동작전은 파기되었고, 4월 4일 반도를 전진할 것을 명령했다. 4월 5일 매클렐런은 맥도웰 군단이 먼로 요새에 그의 군대를 보내지 않은 것을 알았다. 잭슨의 계곡 전역의 압력이 가해지자, 링컨 대통령은 매클렐런이 워싱턴을 지키기엔 충분치 않은 군대를 남겼고, 부대의 숫자를 보고할 때 실제로는 다른 장소에 배치된 부대를 워싱턴 방위병력으로 계산한 것을 알고, 매클렐런이 기만한 것이라고 생각했다. 매클렐런은 약속된 자원이 없는 그대로 중요한 작전을 수행하는 것을 강력하게 항의했으나, 어쩔 수 없이 전진할 수밖에 없었다.
요크타운 전투 (4월 5일~5월 4일)
북군은 요크타운(1781년 영국군 찰스 콘월리스 장군이 조지 워싱턴 장군에게 항복한 장소)으로 진군했다. 여기서 마글더의 13,000명의 부대가 마을의 양쪽과 워위크강 연안에 참호를 파고 전선을 만들자, 반도를 거의 완전히 가로지르는 형태가 되었다. 매클렐런은 요크타운을 포위하기로 결정하고, 거의 1개월을 소비할 것을 예상하고, 그 임무에 필요한 중화기 및 물자를 모았다. 전쟁 전 아마추어 배우였던 마글더는 소수의 부대를 같은 장소에 여러번 출현시켜, 아군의 세력이 크게 보이도록해 매클렐런을 기만하는 데 성공했다. 매클렐런은 리치먼드를 향해 반도를 가로지르는 것을 중단하고, 포위전용 요새를 구축하고, 포위전용 대포를 전면에 세울것을 명령했다. 그러는 사이 존스턴은 마글더에게 원군을 보냈다. 4월 16일 북군은 리즈밀 혹은 덤 1호에서 남군의 약한곳을 찾아내 파고들었다. 그러나 이 공격의 최초 성공을 살리지 못하고, 매클렐런은 2주간 대기하였고, 한편 해군에게는 요크타운 및 그로스터 포인트의 남군대포를 우회해 요크강을 따라 웨스트포인트에 이르러 워위크 전선의 측면을 친다는 작전을 설득시켰다. 매클렐런은 5월 5일 새벽 집중포격을 개시할 것을 생각했으나, 남군은 5월 3일 야간에 마을을 빠져나와 윌리엄스버그까지 후퇴했다. 북군의 장기간의 지연사이에 날씨 및 병참의 어려움과 매클렐런의 조심스런 성격도 있어, 존스턴은 리치먼드를 지키기 위해 군의 재배치를 준비할 수 있는 시간을 얻었다. 제임스 롱스트리트의 날개 일부가 마글더의 참호를 점유하고 후군으로 아군을 지켰다. 5월 4일 양군사이에 작은 접전이 발생했다. 스톤만의 북군 기병대도 젭 스튜어트의 남군 기병대와 작은 접전을 연출했다.
윌리엄스버그 전투 (5월 5일)
이 작전에서 최초의 회전은 북군 41,000명 가까이와 남군 32,000명이 참여했다. 매클렐런은 이날 대부분 후방에 있었기에 북군의 지휘는 섬너에게 맡겨졌고, 섬너는 전군의 거의 절반을 사용하였다. 조지프 후커 사단이 윌리엄스버그 근처에서 남군의 후군과 조우했다. 후커는 요크타운에 이어 윌리엄스버그 도로변에 흙으로 쌓아올린 방어진지인 마글더 요새에 공격을 가했으나, 격퇴당했다. 롱스트리트가 반격해 북군의 좌익 측면을 압도할 정도로 위협하자, 필립 커니 준장의 여단이 도착해 북군의 진지를 지켰다. 이어서 북군의 윈필드 스콧 핸콕 준장의 여단이 남군의 좌익을 위협해 2개의 버려진 방어요새를 점령했다. 남군은 반격했으나 실패했다. 핸콕의 국지적인 성공은 살리지 못했다. 남군은 밤사이에 후퇴를 계속했다. 전투는 실질적으로 무승부로 끝났고, 북군은 그전에 있던 매우 작은 소수의 부대를 격파한 것도 많지 않아 실망도 했으나, 매클렐런은 육군성에 보낼 승리를 보고한다는 전보를 쳤다.
엘담스 랜딩 전투 혹은 웨스트포인트 전투 (5월 7일)
매클렐런의 다음 작전은 4개 사단(프랭클린, 포터, 세지윅, 리처드)을 다른길인 요크강을 따라 거슬러 올라가게해, 웨스트포인트 근처 엘담스 랜딩으로 전진시켜 남군의 반도 철수를 차단시키는 것이었다. 존스턴은 이 움직임을 알아채고 G. W. 스미스 사단을 보내 처음 상륙하던 프랭클린 사단을 방해했다. 스미스는 격렬한 전투끝에 프랭클린에게 전술적인 승리를 거두었고, 매클렐런은 리치먼드를 향하는 도로가 계속해서 나빠지는 상태에 있음에도 불구하고 수륙협동작전을 준비하였다.
5월 9일 노포크에 고립된 남군 부대가 햄프턴로즈를 건너던 북군 대부대와 직면하고 노포크 시와 해군기지를 포기했다. 5월 11일 CSS 버지니아 호는 아메리카 해군에게 포획되는 것을 피하기 위해 자폭했다. 링컨 대통령은 육군장관 에드윈 M. 스탄톤과 재무장관 사이먼 체이스와 함께 재무성의 비밀감시정 마이애미로 5월 6일에 먼로 요새에 도착해 작전의 일부분을 목격했다. 링컨은 노포크 시가 매우 약해져 있어, 제임스강은 지배가능하다고 생각했으나, 매클렐런은 전선에 있어서 바빴기에 대통령을 만나지 않았다. 링컨은 자신의 총사령관으로써의 직접권한을 행사해 5월 8일 이 지역의 남군포대에 해군 함포사격을 명령하고, 개인적으로 해안의 정찰을 실시하기 위해 2명의 장관과 더불어 작은 배를 타고 출발했다. 먼로 요새의 상급지휘관 존 E. 윌 소장이 지휘하는 군대가 거의 저항을 받지 않고 5월 10일 노포크 시를 점령했다.
드레위리 블러프 전투 (5월 15일)
요크타운이 북군에게 함락되고, 버지니아 호가 자침한 시점에서 제임스강은 북군 포함의 독무대였다. 5월 15일 북태평양 봉쇄부대의 철갑장갑함 USS 모니터 호와 USS 갈레나 호를 합쳐 5척의 포함이 제임스강을 거슬러 올라가, 리치먼드에 도달하기를 시도했다. 리치먼드에서 약 7마일(11km)에 있던 더치 캠프 상류 굴곡부까지 도달할때쯤, 5척의 포함은 수면아래의 장해물과 드레위리 블러프의 더링그 요새에 있던 포대에서의 포격을 만나 갈레나 호는 커다란 피해를 입었다. 남군의 대포는 수면에서 600피트(180m)위에 걸쳐있어서 아무리 높여도 해군의 대포로는 대항할 수 없었다. 북군의 포함은 적어도 14명이 전사하고 13명이 부상을 입었다. 갈레나 호의 함장 존 로저스는 매클렐런에게 남군의 수도에서 10마일(16km)이내에 북군의 부대를 상륙시킬 수 있다고 보고했으나, 매클렐런은 작전중에 이 가능성을 한번도 시험하지 않았다.
매클렐런은 절망(切望)하던 제임스강에서 리치먼드로 육박한다는 제안을 부정하고, 버먼키 강(요크강의 항행가능한 지류)연안의 화이트 하우스 랜딩에 보급기지를 건설했다. 그리고 리치먼드-요크 강 철도를 리치먼드까지 이어지게 하여 강을 건넜다. 매클렐런은 철도를 징발해 기관차와 차량을 배가 있는 장소까지 운반하였다.
그로부터 3주간, 매클렐런은 신중하게 리치먼드를 향해 천천히 전진했다. 5월 18일 포토맥군은 재편성되어, 2명의 소장을 군단지휘관으로 승진시켰다. 피츠 존 포터는 새롭게 제5군단 지휘관으로, 윌리엄 B. 프랭클린은 제6군단 지휘관이 되었다. 북군은 리치먼드 시 북동쪽에 105,000명을 배치하여 존스턴의 남군 60,000명을 상회했으나, 매클렐런의 참모이자 탐정인 알란 피커튼의 잘못된 정보로 인해 매클렐런은 거꾸로 1 VS 2 의 약세라고 믿고 있었다. 5월 23일부터 26일에 걸쳐 양쪽 군의 전선사이에 많은 작은 접전이 일어났다. 특히 앞서 벌어진 드레위리 블러프 전투에서 포함의 포성까지 들린 후에는 리치먼드 시내의 긴장감은 극도로 높아져 있었다.
노버 코트하우스 전투 (5월 27일)
북군이 리치먼드 시내 외곽의 방어선에 접근하면서 치카호미니 강(Chickahominy River)에 의해 분단당해, 전선에서의 진퇴능력이 약해졌다. 5월 27일 피츠 존 포터의 제5군단의 일부가 북쪽으로 진출해 포토맥군 우익을 수비했다. 포터의 목적은 해노버 코트하우스 근처의 남군에 대처하는 것에 있었고, 그곳은 프레데릭스버그에서 남진하는 맥도웰의 원군이 오는 길이었기에 위협이 될 수 있었다. 로렌스 오브라이언 프렌치 준장의 작은 남군부대가 피크의 교착점에서 난전을 벌였으나 패배했다. 그러나 북군의 승리는 의미가 없는 것이 되었다. 맥도웰은 셰넌도어 계곡의 제1차 윈체스터 전투에서 뱅크스 부대가 무너졌다는 소식을 듣고, 프레데릭스버그로 돌아가고 있었다. 포터가 기다리는 동안, 매클렐런은 치카호미니 강의 남쪽에 부대를 다수 움직이는 것을 주저했고, 이 좌익을 존스턴에게 있어 매력적인 목표가 되었다.
세븐파인스 전투 혹은 페어오크스 전투 (5월 31일~6월 1일)
5월 31일 존스턴은 비로 인해 불어난 치카호미니강에 늘어져 있던 북군의 상태에 비집고 들어가기로 결정하고, 강 북쪽에 있던 3개 군단과 고립된 강 남쪽의 2개 군단(하인젤만의 제3군단과 키어스의 제4군단)을 공격했다. 남군의 공격작전은 복잡하고 연계가 제대로 이루어지지 않아, 잘못된 움직임으로 인해 공격이 늦어졌으나, 제4군단을 후퇴시킬 정도로 큰 피해를 입히는 데는 성공했다. 양군 모두 많은 부대를 투입했으나, 남군은 승리를 얻기 위해 필요한 물량의 집중을 얻지 못했다. 우익에는 13개 여단이 있었으나, 한번에 4개 여단을 넘는 전투는 없었다. 북군의 진지는 제3군단과 섬너의 제2군단에서 보낸 존 세지윅의 사단(섬너의 제안으로 강을 건넜다)의 지원으로 제4군단이 붕괴직전에서 구해냈다. 존스턴 장군은 이 작전중에 중상을 입어 북버지니아군의 지휘는 일시적으로 G. W. 스미스가 맡았다. 로버트 E. 리 장군이 얼마안가 항구적인 지휘관이 되었다. 6월 1일 남군은 많은 원군을 동원한 북군에 대해 공격을 재개했으나, 거의 진전이 없었다. 양군 모두 비슷한 손실을 입어서 함께 승리를 주장했으나, 어느쪽도 큰 성과는 없었다. 조지 매클렐런의 리치먼드를 향한 전진은 멈추게 되었고, 존스턴군은 리치먼드의 방어시설 뒤쪽으로 후퇴했다.

## 영향과 7일
매클렐런 장군은 자신의 공격적인 행동을 버리기로 결정하고, 포위전을 위해 링컨 대통령에게 요청한 원군의 도착을 기다리게 되었다. 매클렐런은 그 후, 전략적인 주도권을 되찾는 일은 더 이상 없었다(실제로 전쟁의 전체적인 관여에서).
리 장군은 매클렐런의 전진이 1개월 동안 멈춰진 것을 이용해, 리치먼드의 방어선을 견고히 하고, 이것을 남쪽의 제임스강에 있던 차핀스 블러프(Chaffin's Bluff)까지 확장했다. 제임스강 남쪽에는 방어선이 남쪽 피터스버그까지 연장되었다. 새로운 방어선의 길이는 약 30마일(50km)에 달했다. 리 장군은 방어선 구축의 시간을 벌고, 공격에 대비하기 위해 소수의 부대를 실제 전력보다 크게 보이기 위한 전술을 되풀이 했다. 매클렐런은 젭 스튜어트의 대담무쌍한(그러나 한편으로는 군사적인 요소는 전혀 없는)기병대가 북군의 후방을 크게 돌아 돌아다니는 것에(6월 13일~15일)대해 신경을 곧두세웠다.
반도 전역의 제2단계는 리치먼드 동쪽에서 리 장군이 격렬한 반격을 개시한 7일 전투(6월 25일~7월 1일)로 시작되어 북군에게 있어서는 당황스런 전개였다. 이들 전투에서 남군은 의미있는 전술적인 승리를 거두지 못했다(최종일의 몰번힐 전투는 남군의 결정적 패배였다). 리 장군의 공격의 끈질긴과 돌연 서쪽에서 나타난 스톤월 잭슨의 [걸어다니는 보병]부대는 매클렐런의 기운을 꺾어, 자신의 군대를 제임스강 기지까지 후퇴시키게 만들었다. 링컨은 후에 포토맥군을 워싱턴 D. C. 지역까지 후퇴시킨 후, 존 포프의 북버지니아 전역과 제2차 불런 전투를 지원하게 했다. 버지니아 반도는 1864년 5월까지 비교적 평온하였으나, 이후 벤자민 버틀러가 버뮤다 바트레이트 전역의 일환으로 다시 침입하였다.

## 참고 자료
- Bailey, Ronald H. and the Editors of Time-Life Books, Forward to Richmond: McClellan's Peninsular Campaign, Time-Life Books, 1983, ISBN 0-8094-4720-7.
- Eicher, John H., and Eicher, David J., Civil War High Commands, Stanford University Press, 2001, ISBN 0-8047-3641-3.
- Eicher, David J., The Longest Night: A Military History of the Civil War, Simon & Schuster, 2001, ISBN 0-684-84944-5.
- Esposito, Vincent J., West Point Atlas of American Wars, Frederick A. Praeger, 1959.
- Sears, Stephen W., To the Gates of Richmond: The Peninsula Campaign, Ticknor and Fields, 1992, ISBN 0-89919-790-6.
- National Park Service battle descriptions 보관됨 2005-04-09 - 웨이백 머신